# Gonçalo Anes Raposo
Gonçalo Anes Raposo (m. ca. 1286) foi um rico-homem no Reino de Portugal e no Reino de Castela onde foi confirmador dos documentos régios entre 1283 e 1286, encontrando-se assim documentado neste período.

## Relações familiares
Foi filho de João Afonso Telo de Meneses, 2.º senhor de Albuquerque, e de Elvira Gonçalves Girão.

## Matrimónio e descendência
Casou com Urraca Fernandes de Lima, filha de Fernão Anes de Lima e de Teresa Anes de Maia, de quem teve:
- Rui Gonçalves Raposo, esposo de N. Nunes de Aça,[3]
- João Gonçalves Raposo, casou com Teresa Álvares das Astúrias,[4]
- Afonso Teles Raposo,[2]  casou com Berengária Lourenço de Valadares, filha de Lourenço Soares de Valadares e de  Sancha Nunes de Chacim,[5]
- Beatriz Gonçalves Raposo, casou com João Pires da Nóvoa[4] filho de Nuno Gonçalves da Nóvoa,
- Sancha Gonçalves Raposo, casou com João Fernandes Coronel,[6]
- Maria Gonçalves Raposo, casou com Gonçalo Anes de Aguiar.[6]